# Бобруйчанка
«Бобруйчанка» (бел. Бабруйчанка) — белорусский женский футбольный клуб, базирующийся в Бобруйске. Самый титулованный женский футбольный клуб Беларуси. Впервые клуб выступил во второй лиге чемпионата СССР в 1991 году.

## История
Клуб основан 8 мая 1991 года под названием «Трикотажница».
В июле-августе 1997 года клуб принимал участие во второй группе кубка Totnes Torbay в Торбей (Англия), победил команды Хейнер Лейдис (28:0, 10:1), Плимут Пилгримс (8:1). В январе 2001 года приняли участие в XII международном зальном турнире на призы мэра г. Конина «KONIN CUP», на котором уступили в финале.
22 апреля 2025 года было объявлено о прекращении существования клуба. За 33 года «Бобруйчанка» выиграла чемпионат Беларуси 12 раз, 10 раз брала Кубок Беларуси, дважды Суперкубок, в Европе доходила до 1/4 финала Кубка УЕФА.

## Названия клуба
- 1991—1992 — «Трикотажница»
- 1993—1995 — Трикотажница-Орнина
- 1996 — Белкар
- 1997—н. в. — «Бобруйчанка»

## Достижения

### Чемпионат Беларуси(с 1992 года)
- Чемпион Беларуси — 12 раз (1994, 1996, 1997, 1998, 1999, 2000, 2001, 2002, 2003, 2010, 2011, 2012)
- Серебряный призёр — 5 раз (1993, 1995, 2004, 2008, 2013)
- Бронзовый призёр — 2 раза (1992, 2009)

### Кубок Беларуси
- Обладатель кубка — 10 раз (1995, 1996, 1997, 1998, 1999, 2000, 2001, 2002, 2003, 2008)
- Финалист кубка — 6 раз (1992, 1993, 2004, 2009, 2010, 2013)

### Суперкубок Беларуси
- Обладатель суперкубка — 2 раза[6] (2011, 2012)

### Лига чемпионов УЕФА/Кубок УЕФА
- Четвертьфиналист Кубка УЕФА (2004/2005)

## Текущий состав
| №             | Игрок               | Страна  | Дата рождения             |
| Вратари       | Вратари             | Вратари | Вратари                   |
| ------------- | ------------------- | ------- | ------------------------- |
| 1             | Бондаренко Анна     |         | 1 марта 2005 (20 лет)     |
| Защитники     |                     |         |                           |
| 5             | Шпак Оксана         |         | 18 января 1982 (43 года)  |
| 34            | Кучинская Екатерина |         | 25 января 1986 (39 лет)   |
| 35            | Луцкевич Екатерина  |         | 11 августа 1982 (42 года) |
| 75            | Шатиленя Полина     |         | 16 июня 1995 (30 лет)     |
| Полузащитники |                     |         |                           |
| 4             | Горбачева Алина     |         | 27 марта 2002 (23 года)   |
| 9             | Пехота Светлана     |         | 1 апреля 2001 (24 года)   |
| 14            | Горбунова Зоя       |         | 11 июня 1982 (43 года)    |
| 21            | Цыбульская Полина   |         | 28 января 2005 (20 лет)   |
| 33            | Бондаренко Анна     |         | 10 декабря 2005 (19 лет)  |
| 41            | Надежда Савченко    |         | 23 сентября 2003 (21 год) |
| 43            | Шляхтина Виктория   |         | 15 апреля 1990 (35 лет)   |
| 70            | Кунцевич Валерия    |         | 23 мая 2003 (22 года)     |
| Нападающие    |                     |         |                           |
| 7             | Логинова Татьяна    |         | 10 января 1984 (41 год)   |
| 10            | Хромко Дарья        |         | 30 ноября 2002 (22 года)  |
| 16            | Белочуб Виолетта    |         | 6 августа 2002 (22 года)  |
| 29            | Похлестова Ксения   |         | 27 июля 2005 (19 лет)     |
| 31            | Анисковцева Ольга   |         | 22 апреля 1982 (43 года)  |
| 52            | Береснева Карина    |         | 5 июня 2004 (21 год)      |

## Трансферы

### 2023

#### Пришли
| Поз. | Игрок             | Прежний клуб  |
| ---- | ----------------- | ------------- |
| ПЗ   | Бондаренко Анна   | Днепр-Могилёв |
| ПЗ   | Цыбульская Полина | Днепр-Могилёв |